# Sabres
Sabres je naselje in občina v jugozahodnem francoskem departmaju Landes regije Akvitanije. Leta 2009 je naselje imelo 1.200 prebivalcev.

## Geografija
Kraj leži v pokrajini Gaskonji znotraj naravnega regijskega parka Landes de Gascogne ob reki Escamat, 36 km severozahodno od Mont-de-Marsana in 93 km južno od Bordeauxa.

## Uprava
Sabres je sedež istoimenskega kantona, v katerega so poleg njegove vključene še občine Commensacq, Escource, Labouheyre, Lüe, Luglon, Solférino in Trensacq s 6.212 prebivalci (v letu 2009).
Kanton Sabres je sestavni del okrožja Mont-de-Marsan.

## Zanimivosti
- ostanki nekdanjega gradu Château de Labrit iz prve polovice 13. stoletja,
- cerkev sv. Mihaela iz 11. stoletja,
- ekomuzej Grande Lande à Marquèze,
- megalit Pierre de Grimann.

## Pobratena mesta
- El Arenal (Kastilija in Leon, Španija);